# Uveíte

Uveíte com hipopion

A uveíte ou uveítes são um conjunto de doenças nos olhos, decorrente de uma inflamação da úvea, que é formada pela íris, corpo ciliar e coróide.
As uveítes podem estar ligadas a doenças sistêmicas infecciosas e não infecciosas ou idiopática(causa desconhecida). A prevalência estimada de uveíte no Brasil é de 150 mil pessoas com a doença. A uveíte afeta aproximadamente 1 em 4500 pessoas e é mais comum entre as idades de 20 a 60 anos, sendo homens e mulheres afetados igualmente.

## Classificação
A uveíte pode ser classificada por meio de sua localização no olho como anterior (na frente), intermediária(no meio), posterior (no fundo) e pan-uveíte (todo). No ocidente, a maioria dos casos são anteriores e no oriente as posteriores são mais comuns. A área afetada se diferencia por provável causas, diagnóstico e sintomatologia:
- Uveíte anterior ou iridociclite: A inflamação da íris e dos corpos ciliares. A maioria dos casos de uveíte são anteriores. Esta condição pode ocorrer como um único episódio, mas frequentemente é recorrente ou crônica. Geralmente a causa é desconhecida, genética ou mediada pelo sistema imune.
- Uveíte intermediária ou vitrite: A inflamação da úvea na cavidade vítrea, às vezes com deposição de material inflamatório na pars plana. Ao exame de imagem se observam "bolas de neve", células inflamatórias no vítreo.
- Uveíte posterior ou coriorretinite: é a inflamação da retina e da coroide. Causa perda da acuidade visual, geralmente é de causa infecciosa.
- Pan-uveíte: A inflamação de todas as camadas da úvea (Íris, corpo ciliar e coroide).

## Sinais e sintomas

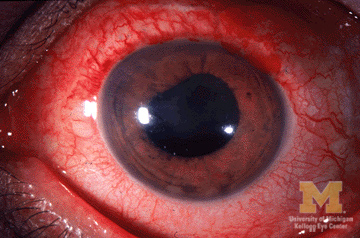
Uveíte anterior, uma das causas de olho vermelho.

A manifestação da uveíte é muito variada. A uveíte pode causar olho vermelho, sensação de ver moscas voando, lacrimejar, dor ou incômodo, fotofobia (aumento da sensibilidade à luz) e/ou perda da acuidade visual.

## Causas
No Brasil, a causa mais comum de uveíte anterior são as doenças autoimunes e/ou predisposição genética, e da uveíte posterior são infecciosas.

### Não-infecciosas
Muitas doenças mediadas pelo sistema imune causam uveítes. Frequentemente estão associada com artrites HLA-B27. As causas não-infecciosas são mais frequentes que as infecciosas e incluem:
- Artrite reactiva
- Artrite idiopática juvenil
- Doença de Behçet
- Doença de Crohn
- Espondilartrite
- Granulomatose com poliangiite
- Iridociclite heterocrômica de Fuchs
- Oftalmia simpática
- Sarcoidose
- Nefrite tubulointersticial com uveíte

### Infecciosas
A uveíte pode ser uma resposta imune para combater uma infecção no interior do olho. As possíveis infecções incluem:
- Brucelose
- Borreliose
- Herpes
- Histoplasmose
- Leptospirose
- Sífilis
- Toxocaríase
- Toxoplasmose
- Tuberculose
- Zika

### Em recém-nascidos
Em recém-nascidos pode estar associado com a corioretinite(infecção da úvea posterior, coroide, e da retina) é transmitida pela mãe no parto por uma STORCH (Sífilis, Toxoplasmose, Rubéola, Citomegalovírus ou Herpes).

## Diagnóstico
O diagnóstico inclui exame de fundo dilatado para descartar afectação da úvea posterior, que se apresenta com manchas brancas na retina juntamente com retinite e vasculite. Como as causas são muitas vários testes de laboratórios geralmente são necessários para diagnosticar doenças sistêmicas específicas, incluindo testes reumatológicos (por exemplo, anticorpo antinuclear e fator reumatóide) e sorologia para doenças infecciosas (sífilis, toxoplasmose, tuberculose).
O principal teste de antígeno de histocompatibilidade pode ser realizado para investigar a suscetibilidade genética à uveíte. Os antígenos mais comuns são o HLA-B27, o HLA-A29 (em coriorretinopatia associada a aves) e o HLA-B51 (em doença de Behçet).
A radiografia por radiologia pode ser usada para mostrar artrite coexistente e a radiografia de tórax pode ser útil na sarcoidose e tuberculose.  Tomografia ou ressonância magnética também podem ser úteis nessas doenças sistêmicas.

## Tratamento
O tratamento das uveítes se faz, na maioria dos casos, através de medicação (oral e colírios), raramente intra-ocular. O tratamento obviamente depende da causa. Doenças autoimunes são tratadas com corticóides ou imunossupressores. Antes da administração de corticosteroides, a presença de úlceras na córnea deve ser descartada. Isso é feito usualmente usando corante fluorescente.
As uveítes bacterianas tratadas com antibiótico e as herpéticas com antivirais, como aciclovir.
O metotrexato é freqüentemente usado para casos recorrentes ou mais agressivos de uveíte autoimune. Tratamentos experimentais com Infliximab ou outras infusões anti-TNF podem ser úteis.
Em alguns casos agudos, uma injeção de acetato de triancinolona subtenoniana posterior pode ser administrada para reduzir o inchaço do olho e preservar a visão. Se não for tratada pode causar cegueira.
Antidiabéticos como a metformina podem inibir o processo que causa a inflamação na uveíte.